# Saebert z Esseksu
Saebert z Esseksu (Sebert, Sabert lub Sæbert; data urodzenia nieznana, zm. ok. 616) – władca Królestwa Esseksu w latach 604−616/617. Był pierwszym królem tego państwa, który zrezygnował z dawnych wierzeń pogańskich i zdecydował się przyjąć chrześcijaństwo.
Informacje na temat jego osoby historycy czerpią głównie z kroniki Historia ecclesiastica gentis Anglorum Bedy Czcigodnego z VIII wieku. Imię to figuruje również w genealogii władców Esseksu, znajdującej się w Kronice anglosaskiej, sporządzonej w IX wieku w Wesseksie.

## Życiorys
Saebert był synem Sleddy i Riculi − siostry króla Kentu Ethelberta. Poślubił Ethegoldę i miał z nią trzech synów.
W 604 roku, po śmierci swojego ojca, został władcą Esseksu. Jego siedzibą było prawdopodobnie Basildon. Beda wspomina, że władzę zwierzchnią nad nim sprawował wuj Ethelbert, który podporządkował sobie wówczas większość państw anglosaskich.
W 604 do Esseksu przybył Mellit, mianowany przez św. Augustyna z Canterbury biskupem Londynu i Esseksu. Ethelbert przekonał siostrzeńca, aby ten nie tylko gościnnie przywitał chrześcijańskiego emisariusza, ale również przyjął nową religię i ochrzcił się. Saebert przyjął chrzest z rąk Mellita, ale jego synowie pozostali przy dawnych wierzeniach. Saebert, wzorem wuja, hojnie wspierał biskupstwo w Londynie. Według legendy był fundatorem Opactwa Westminsterskiego.
Saebert zmarł w 616 lub 617 roku. Istnieje hipoteza, że został zabity przez pogan, którzy skorzystali ze śmierci jego możnego protektora – króla Kentu, by powrócić do dawnej religii. Po śmierci obu chrześcijańskich władców misja ewangelizacyjna wysłana przez Grzegorza I utraciła obu swych obrońców. Następca Ethelberta – Eadbald nie miał już jego wpływów i nie chciał dłużej popierać chrześcijaństwa, zaś pod rządami synów Saeberta: Sexreda, Saewarda i Sigeberhta, Essex wróciło do pogaństwa. Biskup Mellit zmuszony został do ucieczki z Londynu, po tym, jak odmówił młodym władcom Esseksu prawa do skosztowania konsekrowanego chleba.
Śmierć Seaberta zakończyła również erę nieformalnej kontroli władców Kentu nad Królestwem Esseksu, rozpoczętą przez małżeństwo Riculi ze Sleddą. Następca Ethelberta – Eadbald nie był w stanie osiągnąć w Esseksie pozycji ojca. Pozbawione opieki potężnego bretwalda królestwo stało się polem, na którym ściarały się interesy władców innych krajów anglosaskich, walczących o przywództwo w heptarchii. W jednej z bitew zginęli w 617 roku wszyscy synowie Seaberta.
Według tradycji grób Saeberta i jego żony znajduje się w Opactwie Westminsterskim, z lewej strony, w pobliżu wejścia do kaplic królewskich. W grobie zachowały się pozostałości bogatych zdobień malarskich, ufundowanych prawdopodobnie przez Henryka III, który chciał w ten sposób uczcić miejsce pochówku fundatorów opactwa.
Jesienią 2003, podczas wykopalisk archeologicznych w Prittlewell, odnaleziono grób osoby z rodu królewskiego, datowany na VII wiek. Część badaczy uważa, że jest to grób Saeberta. Mają za tym przemawiać znalezione artefakty: część z nich wskazuje na pogańskie korzenie (m.in. naczynia), a część wyraźnie wskazuje na chrześcijaństwo (w tym krzyże, które zdobić miały płaszcz władcy).